# Haaglanden MegaStores
MegaStores is een winkelcentrum in Den Haag, gelegen in de wijk Laak. Dit winkelcentrum is in de eerste plaats een woonboulevard, maar er bevinden zich ook diverse winkels uit andere branches. Megastores is gehuisvest in een langgerekt gebouw dat parallel aan de Waldorpstraat en de spoorlijn Den Haag-Rotterdam is gebouwd.
In de MegaStores zitten circa vijftig winkels, waarvan 40.000 m² in de meubel- en woningbranche.
Boven op het gebouw zijn er op de tweede en derde etage parkeerdekken voor 1750 auto's. De balustrade van het parkeerdek op de derde etage staat onder spanning als vogelafweersysteem en is dus niet geschikt om tegen te leunen.
Er zijn liften, trappen en een loopband voor het vervoer van boodschappen naar de auto op het parkeerdak.
MegaStores Den Haag kan, evenals Alexandrium III in Rotterdam en Villa ArenA in Amsterdam, gerekend worden tot de vierde generatie woonboulevard: planmatig gerealiseerde concentraties onder één dak, zogenaamde woonmalls. MegaStores Den Haag is echter niet een pure woonmall. Voor ondernemers hebben dergelijke woonmalls een hoger omzetniveau, maar ook hogere huurkosten dan andere woonboulevards.

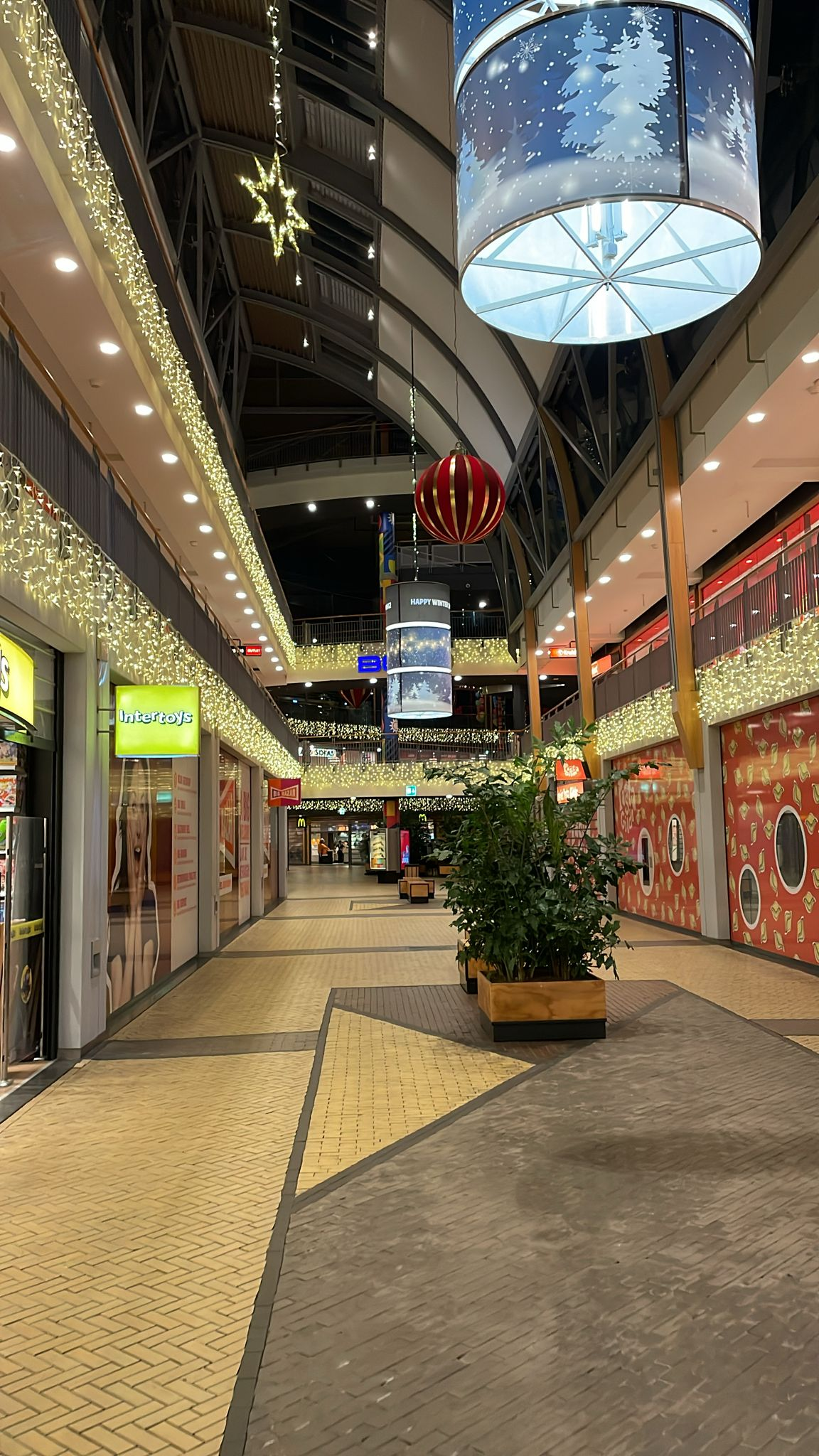
Kerstversiering in de Megastores tijdens kerst 2024.

## Leegstand
Voor consumenten suggereerde het gemengde concept van MegaStores Den Haag een compleet winkelaanbod, terwijl dat er niet is. Dit heeft geleid tot een relatief lage consumentenwaardering. Het winkelcentrum functioneert daardoor matig en trekt in verhouding met zijn grootte onvoldoende klanten.
ING Vastgoed, dat eveneens in de buurt is gevestigd, kocht in 2008 het hele complex op met de intentie het te renoveren en opnieuw te positioneren. Door het complex opnieuw in te delen wilde de eigenaar het winkelcentrum nieuw leven in blazen. Op 22 april 2015 verkocht ING MegaStores aan een joint venture van CQS, een in Londen gevestigde multi-strategy vermogensbeheerder en Meijer Realty Partners (MRP), een investeerder in commercieel vastgoed.

### Toekomst
Een projectontwikkelaar wil samen met Amvest ongeveer 2000 woningen realiseren op de locatie van MegaStores, in meerdere woontorens die tot 70 meter hoog zouden moeten worden. Op de begane grond blijft ruimte voor ondernemers. Naar zich eind 2022 liet aanzien zou de sloop tegen 2025 beginnen.

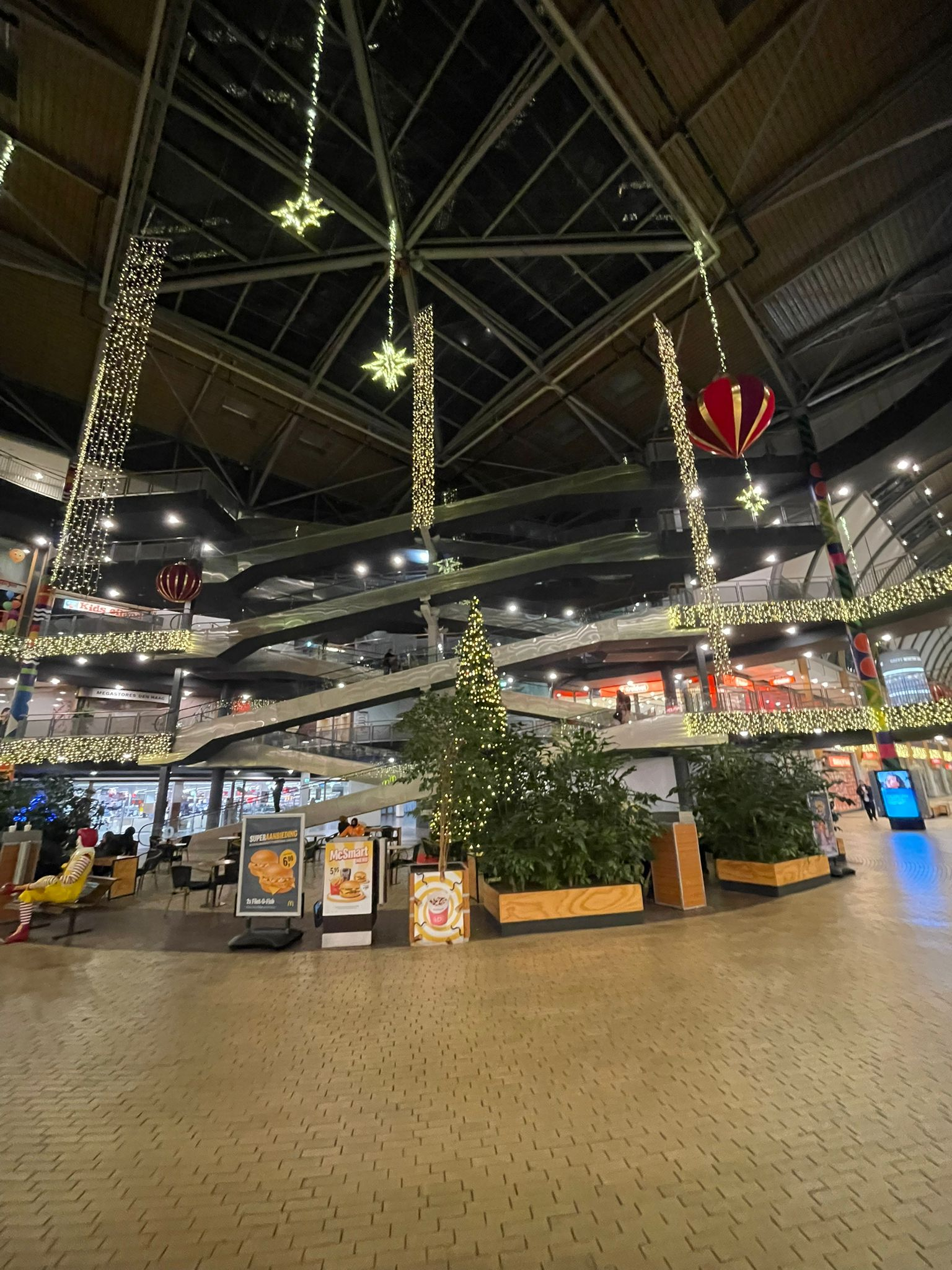
De Noordoostelijke ingang van het winkelcentrum met McDonalds en roltrappen.

## Voorgeschiedenis
De Megastores is gebouwd op de plaats waar in de oude Laakhaven diverse bedrijfsgebouwen stonden. Ook staat het op de plaats waar een deel van de 1e Van der Kunstraat, de gehele (oude) 2e van der Kunstraat, een flink deel van de Leeghwaterstraat, en de 1e en 2e Waldorpdwarsstraat waren. Tot 1974 lag in diverse straten daar treinrails.